# Gymnothorax undulatus
Espèce
Gymnothorax undulatus, communément Murène ondulée, est une espèce de poissons de la famille des murènes. 

## Description et caractéristiques
Elle peut atteindre une taille maximale de 1,5 m. Sa robe présente des marbrures claires plus ou moins marquées sur un fond brun sombre, avec une tête jaune verdâtre. 

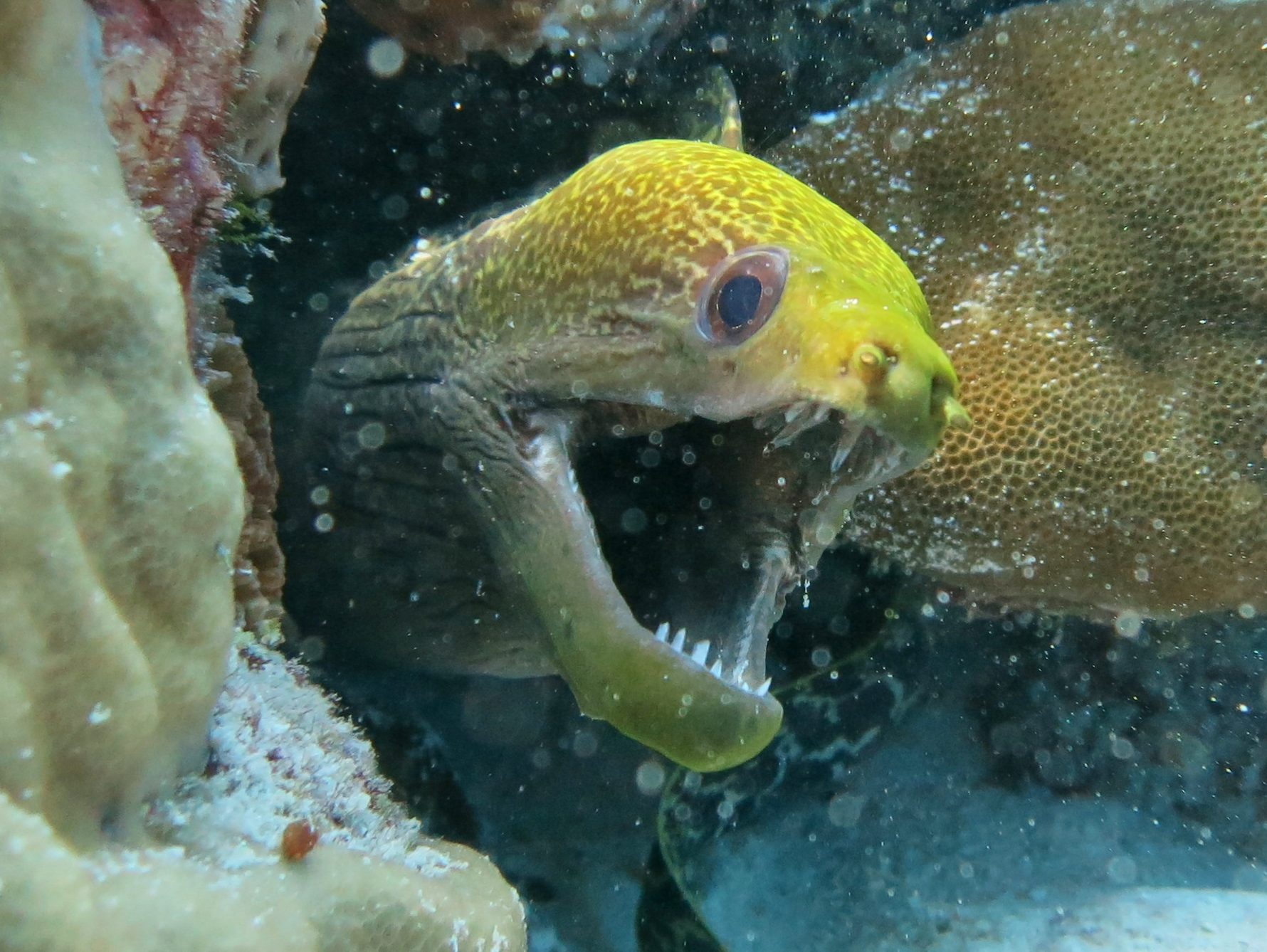
Aux Maldives
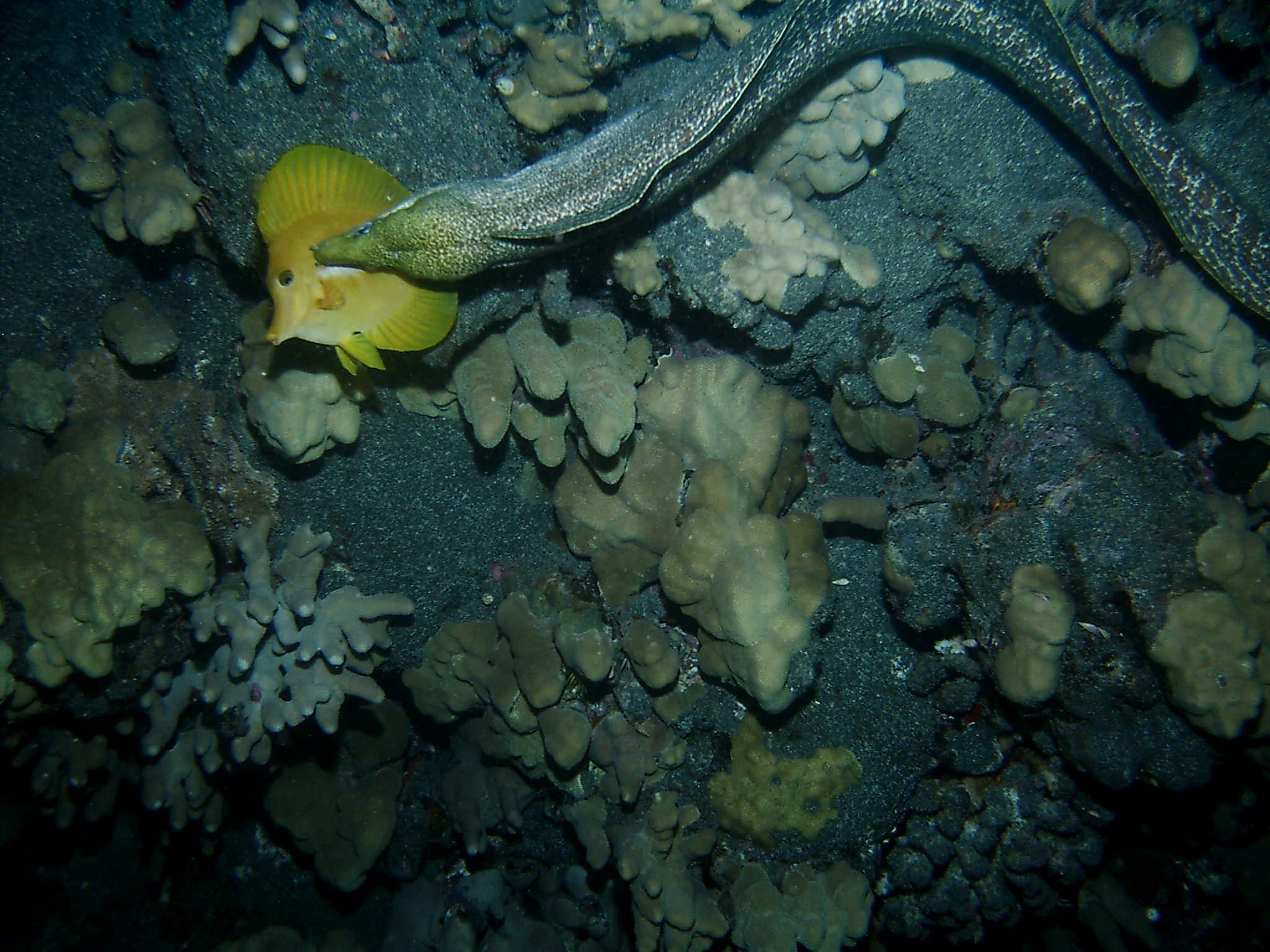
En train de se nourrir à Hawaii

## Habitat et répartition
Cette murène se rencontre dans les écosystèmes coralliens du bassin Indo-Pacifique jusqu'au centre-est de l'Océan Pacifique à des profondeurs allant jusqu'à 30 m (rarement plus).